# Wendlandia parviflora
Wendlandia parviflora är en måreväxtart som beskrevs av Wei Chiu Chen. Wendlandia parviflora ingår i släktet Wendlandia och familjen måreväxter. Inga underarter finns listade i Catalogue of Life.